# Aeropuerto de Timmins
El Aeropuerto de Timmins (del inglés: Timmins Victor M. Power Airport) (IATA: YTS, OACI: CYTS) está ubicado a 6 MN (11 km; 6,9 mi) al noroeste de Timmins, Ontario, Canadá. Este aeropuerto sirve vuelos comerciales, de cargo y aviación general, incluyendo ambulancia aérea (MEDEVAC), bomberos forestales y entrenamiento de vuelo.
Este aeropuerto es clasificado por NAV CANADA como un puerto de entrada y es servido por la Canada Border Services Agency. Los oficiales de la CBSA pueden atender aviones de hasta 15 pasajeros.
El 31 de mayo del 2007, este aeropuerto fue renombrado en honor al exalcalde de la ciudad, Victor M. Power.

## Aerolíneas y destinos
- Bearskin Airlines
  - Kapuskasing / Aeropuerto de Kapuskasing
  - Sudbury / Aeropuerto de Sudbury
- Air Canada Jazz
  - Toronto / Aeropuerto Internacional de Toronto-Pearson
- Air Creebec
  - Attawapiskat / Aeropuerto de Attawapiskat
  - Fort Albany / Aeropuerto de Fort Albany
  - Kashechewan / Aeropuerto de Kashechewan
  - Moosonee / Aeropuerto de Moosonee
  - Peawanuck / Aeropuerto de Peawanuck